# الجيل الأخير

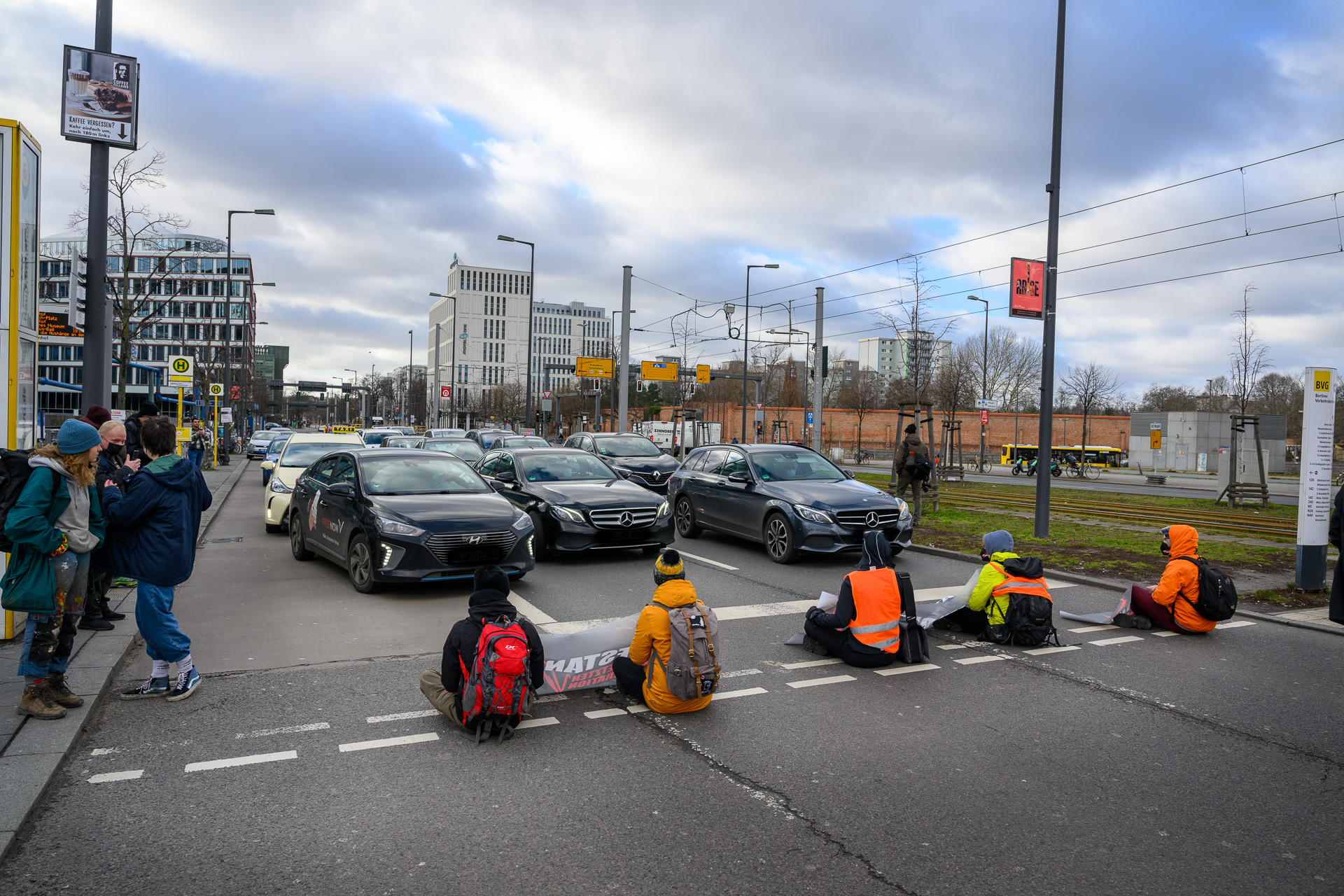
إغلاق شارع قرب محطة القطار الرئيسية في برلين (2022)

الجيل الأخير (بالإنجليزية: Last Generation، بالألمانية:die letzte Generation ، بالإيطالية: Ultima Generazione) أو (LG) هي حلف نشطاء مناخ في ألمانيا والنمسا وإيطاليا يهدف إلى تحسين سياسات التغير المناخي عن طريق العصيان المدني. تأسس الحلف عام 2021، ويرمز أعضاء الرابطة لنشاطاتهم التي بدأت عام 2022 على أنها "نهضة الجيل الأخير". اختير هذا الاسم لأنه وبناء على وجهة نظر أعضاء الرابطة، فإن التجاوزات الخطيرة لنقاط التحول في النظام المناخي تجعل منهم الجيل الأخير القادر على الوقوف في وجه الكارثة المناخية التي ستؤدي إلى انهيار الكوكب.
ما جذب للحلف الأنظار بشكل خاص تمثل بالأنشطة والمظاهرات التي يقوم ضمنها الأعضاء بإلصاق أيديهم بالشوارع معرقلين بذلك حركات السير، حيث أثار أول نشاط مشابه تم تنظيمه في أبريل 2023 في العاصمة الألمانية برلين الكثير من الجدل والمشادات كما لاقى معارضات شديدة من الأوساط العامة، وتم إطلاق العديد من الألقاب الساخرة على النشطاء كلقب "غراء المناخ".
تم إصدار عدد من العقوبات القانونية بحق بعض من الأعضاء تمثلت معظمها بغرامات مالية، كما صدر عن ثلاث محاكم بداية في ألمانيا عقوبات بالسجن مع وقف التنفيذ، أسقطت اثنتان من المحاكم التهم لاحقاً، كما أنه من الجدير بالذكر أن كل من قرار عقوبة السجن وقرارات إسقاط التهم ليست نافذة قانونيا. تم الاشتباه بمجموعة من أعضاء حلف الجيل الأخير بتشكيلهم منظمة إجرامية، لكن لم يتم إثبات التهم حتى الآن.

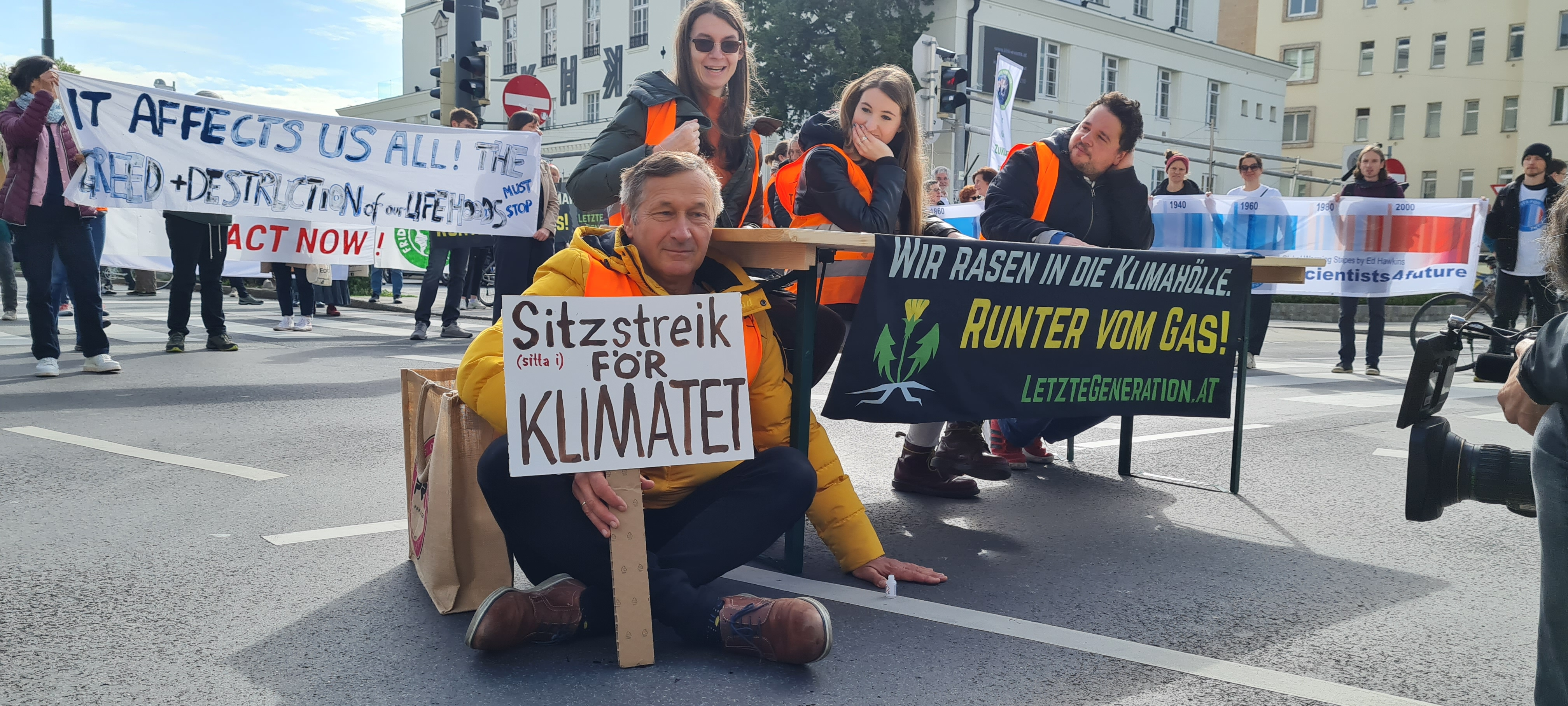
مظاهرة وإغلاق شارع في فينا قرب الناشماركت (2023)